# Meilen (huyện)
Huyện Meilen (tiếng Pháp: District du Meilen, tiếng Đức: Bezirk Meilen) là một huyện hành chính của Thụy Sĩ. Huyện này thuộc bang Bang Zürich. Huyện Meilen có diện tích 85 km², dân số theo thống kê của cục thống kê Thụy Sĩ năm 1999 là 84476 người. Trung tâm của huyện đóng ở Meilen. Mã của huyện là 107.